# Викторианские реставрации средневековых церковных зданий
Викторианские реставрации средневековых церковных зданий в Англии и Уэльсе происходили в течение XIX века в долгое правление королевы Виктории. Они заключались обычно в серьёзных переделках, перестройках и «улучшениях» и не могут считаться реставрациями в том смысле, которое вкладывается в этот термин в XXI веке.
Материальным основанием этого общественного движения стало удручающее состояние старинных церквей и недостаток культовых сооружений в растущих городах, идеологической особенностью — реакция на пуританские воззрения и, как следствие, использование эстетики готического возрождения по результатам исследований Кембридж-Кемденского общества и общей средневековизации церковной жизни под влиянием Оксфордского движения, которое было принято Церковью Англии в надежде оживить убывающий интерес прихожан.
Основным принципом викторианских реставраций было приведение здания к тому виду, который оно получило бы в декоративный период развития английской готики (1260—1360 годы). Приблизительно 80 % английских церквей было затронуто этим процессом в той или иной степени, от незначительного вмешательства до полной разборки и отстройки заново. Среди активных деятелей можно назвать Джорджа Гилберта Скотта и Юэна Кристиана.
Такие влиятельные общественные деятели как Джон Рёскин и Уильям Моррис противостояли крупномасштабным перестройкам, и их деятельность привела к образованию таких организаций, как, например, Общество защиты древних зданий. Позднее к периоду викторианских реставраций относились с неодобрением.
Сходные течения возникли и в континентальной Европе, особенно северной. Во Франции готическое возрождение олицетворяет деятельность Виолле-ле-Дюка.

## Предпосылки

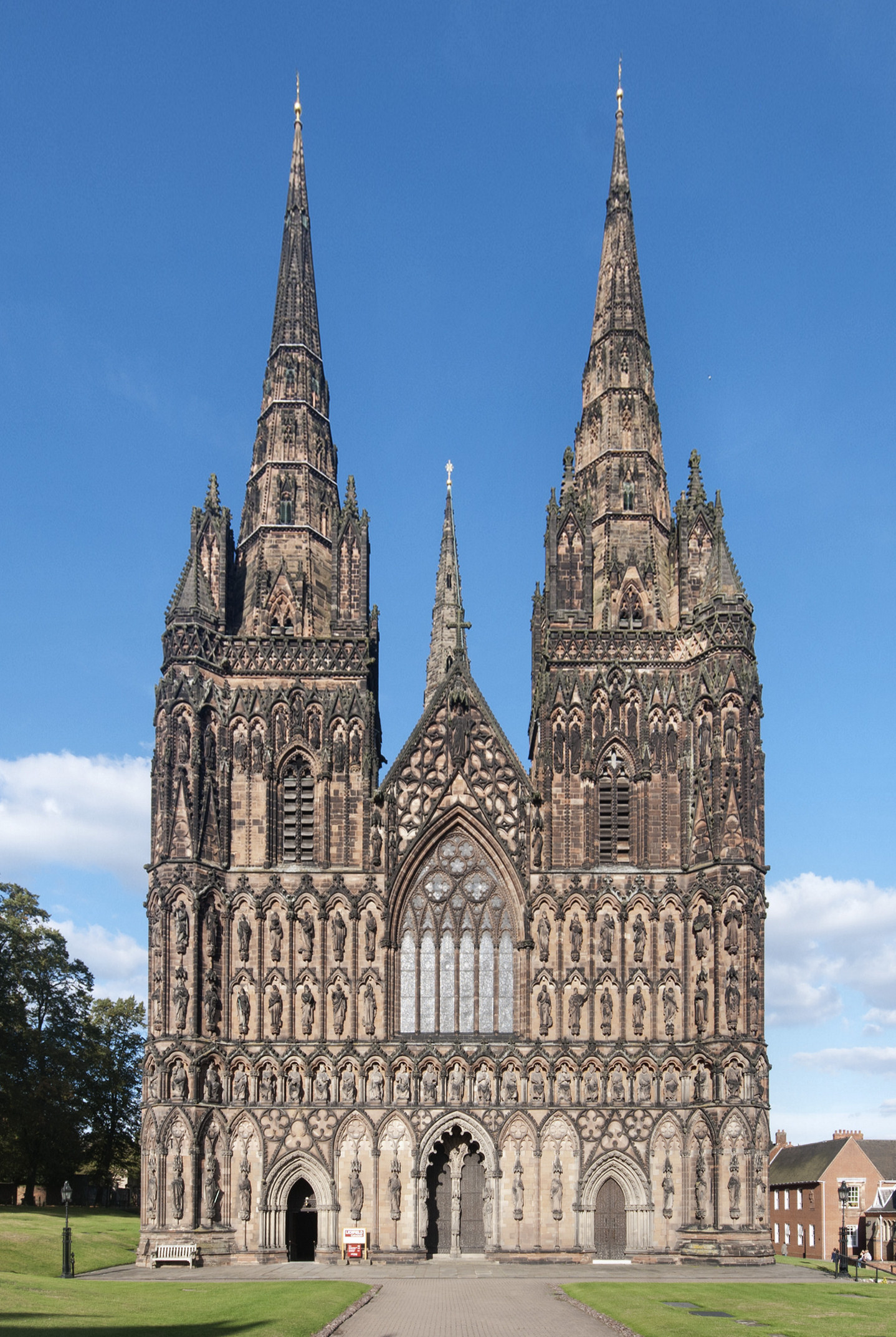
Западный фасад Личфилдского собора, отреставрированный Джорджем Гилбертом Скоттом

С момента реформации средневековые английские церкви и соборы, кроме самых необходимых для отправления культа ремонтов и скудных реставраций, видели только небольшие добавления в виде памятников и табличек. Таким образом, за два с половиной века многие здания от небрежения пришли в опасное состояние. Например, в 1861 году внезапно сложился, как подзорная труба, шпиль Чичестерского собора.

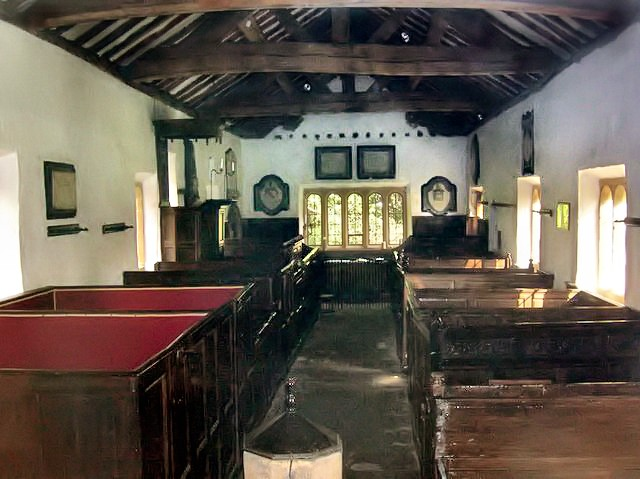
Интерьер пуританской молельни, Брэмхоп (Западный Йоркшир)

С середины XVII века пуританские реформы, сосредоточенные на укреплении роли проповеди, вели к последовательному сокращению религиозных церемоний, изгнанию из них всякого цвета и сильного чувства как пережитков «папизма». К концу XVIII века растущий интерес к Средневековью и готическое возрождение вызвали потребность в более привлекательных службах. Церковные деятели ухватились за это возрождение как возможность обратить вспять убыль прихожан и, соответственно, повысить авторитет, влияние и богатство церкви. Начались крупные реставрационные проекты.
Третьей предпосылкой стала урбанизация как результат промышленной революции и недостаток церквей. Например, церковь Стокпорта при населении города в 34 000 человек вмещала не более 2500. Отток людей в методизм, квакерство и другие христианские течения рассматривался также как следствие этого дефицита. В 1818 и 1824 году на строительство церквей правительством было выделено в общей сложности 1,5 миллиона фунтов, но эти «Комиссионерские церкви», скучные и дешёвые (4—5 тысяч фунтов каждая), вызвали неудовольствие.

## Движущие силы

### Кембридж-Кемденское общество
Кембридж-Кемденское общество было основано в 1839 году двумя студентами, Джоном Мейсоном Нилом и Бенджамином Уэббом, получавшими степени бакалавра в Кембридже, в качестве клуба для интересующихся готической церковной архитектурой. За первый год количество членов клуба возросло с 8 до 180 человек. Несмотря на то, что общество изначально создавалось только для описания и обсуждения средневековой готики, довольно скоро его члены стали высказываться в журнале «The Ecclesiologist» и в издании «Несколько слов церковностроителям» (англ. Few Words to Church-builders, 1844), предписывая единственно верной церковной эстетикой второй период готического стиля, иначе называемый «декоративным», который господствовал около столетия с центром в 1300 году. Это вызвало резонанс в обществе, уже проявлявшем интерес к Средневековью и занявшемся готическим возрождением.
|                                                                      | My first church dates from the same year with the foundation of the Cambridge Camden Society, to whom the honour of our recovery from the odious bathos is mainly due. I only wish I had known its founders at the time. |  | Первая моя церковь создана в тот же год, когда основано Кембридж-Кемденское общество, которому мы более всего обязаны тем, что поднялись из ужасающих бездн. Как жаль, что я тогда не знал его основателей. |  |
| Джордж Гилберт Скотт, «Воспоминания» (англ. Recollections), стр. 86. | |  | |  |

Общество стало своеобразным твёрдым ориентиром и маяком для тех, кто блуждал во тьме, неспособный более понять, что в архитектуре хорошо, а что плохо, поскольку принципы Витрувия были ниспровергнуты ещё в середине XVIII века. Общество постулировало два пути для реставраций в характерном для английской готики наслоении эпох и стилей: либо воссоздавать каждый элемент в присущем ему стиле, либо привести всё здание к образцам лучшего и чистейшего стиля, отпечаток которого можно на нём найти. Особый упор Общество делало на второй подход, потому что практически в каждой церкви можно было найти хоть окошечко, хоть портальчик в декоративном стиле, что становилось основанием для полного перелицовывания здания под такой фрагмент. Если же здание оказывалось слишком поздним, его можно было и снести для восстановления в «правильном» виде:
«Реставрировать, — писал „The Ecclesiologist“, — значит воссоздать оригинальный облик… утраченный от времени, бедствия или скверной переделки», но позднее не отказывался и от того, что в результате такой «реставрации» здание может получить «идеальный» облик, в котором не существовало вовсе.

### Оксфордское движение
Оксфордское движение повлияло на реставрации церквей тем, что побуждало сместить фокус внимания от кафедры проповедника к алтарю, вернув значение таинству евхаристии. Архитектурные последствия этого коснулись интерьеров: кафедра, утратив центральное положение, сместилась в сторону, скамьи с перегородками уступили место открытым, разобраны галереи и устроен центральный проход, чтобы лучше видно было алтарь и происходящее на нём. Также с возвращением прежнего ритуала вновь потребовалась более крупная алтарная часть.

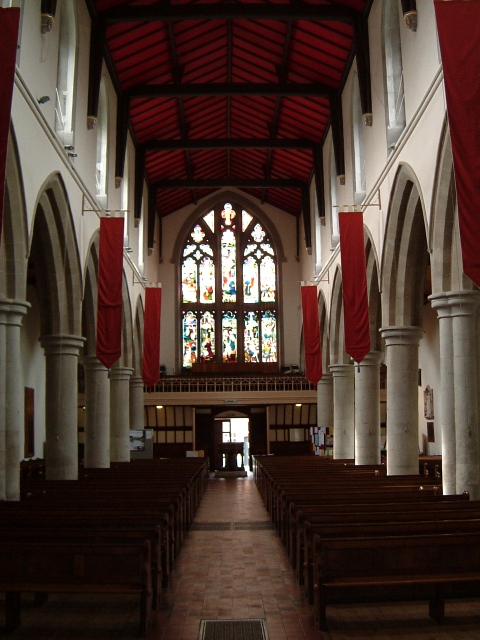
Неф церкви святого Петра в Беркхемстеде, отреставрированный Баттерфилдом

## Результаты
Под влиянием пропаганды декоративного стиля со стороны Кембридж-Кемденского общества и оксфордских богослужебных теорий движение реставраторов быстро набирало силу. О масштабах его говорят следующие цифры: за 40 лет, до 1875 года, было освящено 3765 новых и реконструированных церквей. Наиболее плодотворными стали 1860-е — более тысячи освящений. Около 80 % приходских церквей Англии и Уэльса, то есть более 7000, подверглись той или иной реставрации между 1840 и 1875 годами. По результатам переписи 1871 года количество архитекторов возросло в 2,5 раза от переписи 1851 года, мелкие задания передавались молодым архитекторам для практики.
В отличие от облика, оригинальному материалу в ходе работ уделялось немного внимания, значительное количество всё ещё крепких старых частей уничтожалось в угоду новоделам в избранном стиле. Масштабы таких замен, впрочем, разнились от архитектора к архитектору, и чем позднее шла работа, тем она бывала более щадящей, поскольку всё громче звучали голоса противников сложившегося подхода.
Примером викторианской реставрации может служить церковь Святого Петра в Беркхемстеде (Хартфордшир), над которой в 1870—71 годах работал Уильям Баттерфилд, архитектор церкви Всех святых на Маргарет-стрит в Лондоне. В числе уничтоженных Баттерфилдом оригинальных деталей были росписи на опорных столбах. Наиболее значительные внесённые Баттерфилдом изменения:
- поднят уровень пола и крыши в алтарной части,
- увеличена крутизны кровли южного трансепта до исходной,
- ликвидировано вестри[прим. 1],
- южное крыльцо включено в южный боковой неф, дверь убрана,
- заново вымощен пол в нефе,
- сделаны новые дубовые скамьи и заменены прежние галереи,
- сделаны бесцветные окна для лучшего освещения нефа.
- удлинены боковы нефы присоединением к ним двух помещений у западного конца,
- с фасада сбита осыпающаяся штукатурка 1820-х годов и стены заново облицованы камнем.

Личфилдский собор в XVIII веке сильно обветшал. Здание библиотеки XV века было разобрано, из-за опасного состояния снято большинство статуй с западного фасада, который оштукатурен романцементом. В начале XIX века ремонтом основных конструкций занимался Джеймс Уайетт, а фасадом позднее — Джордж Гилберт Скотт. Он отреставрировал или заменил новыми копиями многочисленные статуи королей и святых, разобрал уайеттовскую алтарную преграду, использовав материалы для оформления мест для клириков на хорах. Новую преграду по рисункам Скотта изготовили из кованого железа. Полы вымощены плитками, изготовленными крупнейшей в Поттери фирмой «Mintons» по образцам, обнаруженным в ходе раскопок на хорах.

## Деятели

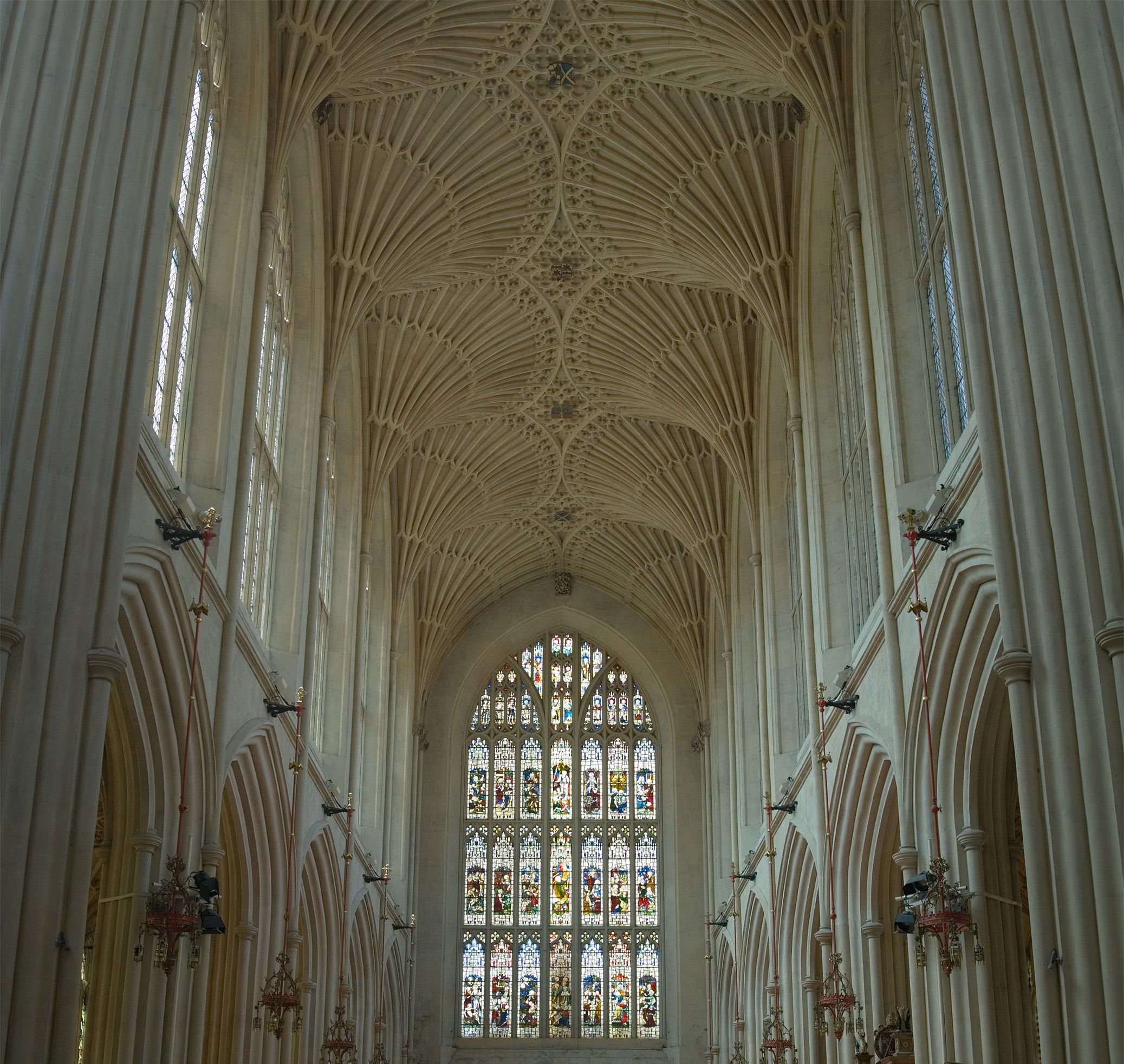
Неф Батского аббатства, перекрытый веерным каменным сводом Скотта взамен средневекового деревянного потолка

С энтузиазмом «реставрациями» занялись такие знаменитые архитекторы как Джордж Гилберт Скотт, Юэн Кристиан, Уильям Баттерфилд и Джордж Эдмунд Стрит.
Скотт в 1850 году выпустил книгу «Просьба верно реставрировать наши старинные церкви» (англ. A plea for the faithful restoration of our Ancient Churches), в которой писал: «как правило, очень желательно сохранять те свидетельства истории и развития здания, которыми являются наслоенияи стилей и несогласность частей». Этого принципа сам он, впрочем, не придерживался, и обычно уничтожал поздние изменения, приводя здание к единому облику в наиболее раннем стиле, от которого порой к моменту реставрации оставалось чрезвычайно мало.

## Оппоненты
Преподобный Джон Луис Петит был твёрдым и последовательным и весьма авторитетным противником викторианских реставраций, начиная с первой своей книги «Заметки о церковной архитектуре» (англ. Remarks on Church Architecture, 1841) и до самой смерти в 1868 году. В 1845 году антиквариями с целью распространять среди широкой аудитории любовь к старинным зданиям основано «Археологическое общество». Джон Рёскин, не возражая против новых зданий в готическом стиле, в 1849 году опубликовал «Семь светочей архитектуры», где писал, что невозможно воссоздать то, что в архитектуре было великим или прекрасным. Общество лондонских антиквариев в 1855 году писало: «никаких реставраций не следует производить вовсе, кроме… тех, которые имеют целью сохранить существующее от дальнейшего повреждения».

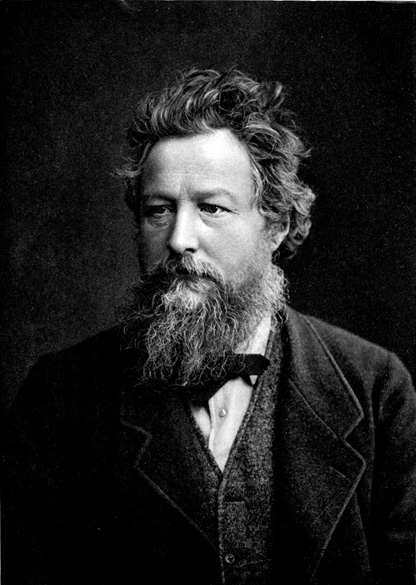
Уильям Моррис

Позднее свой голос возвысил Уильям Моррис, начавший кампанию против объявленной реставрации церкви Иоанна Крестителя в Инглшеме, которая восходит к англосаксонским временам, построена в основной части в самом начале XIII века и сохранялась со средневековья почти нетронутой. В 1877 году он в ответ на предложение поручить Скотту реставрацию аббатства в Тьюксбери основал Общество защиты старинных зданий. Принцип «Сохранение вместо реставраций», который это общество продвигало, хоть и нескоро, но укоренился. В 1877 году Моррис писал:
|                                                                                  | But of late years a great uprising of ecclesiastical zeal, coinciding with a great increase of study, and consequently of knowledge of medieval architecture has driven people into spending their money on these buildings, not merely with the purpose of repairing them, of keeping them safe, clean, and wind and water-tight, but also of "restoring" them to some ideal state of perfection; sweeping away if possible all signs of what has befallen them at least since the Reformation, and often since dates much earlier. |  | В недавние годы великий духовный подъём, совпавший с усердным изучением средневековой архитектуры, сподвиг людей расходовать средства на эти здания, но более не для того, чтобы отремонтировать их, укрепить и закрыть доступ стихий, а для так называемых „реставраций“, приводящих якобы к идеальному совершенству, к стиранию, по возможности, всех следов времени, оставленных на них по крайней мере после Реформации, а часто и гораздо ранее. |  |
| «Меньшие искусства» (англ. The Lesser Arts, 1877), цит. по Mari 2010, pp. 19–20. | |  | |  |

При этом, правда, Моррис немало заработал на витражах для реставраций, и отмечается, что он начал высказывать критику только после того, как его предприятие было утверждено поставщиком на проектах.
Также в оппозиции были приверженцы протестантского наследия в англиканской церкви, которые считали резьбу, фрески, узорные плитки и витражи «глупостью и тщеславием заблудших душ», и просто бережливые люди, обеспокоенные стоимостью работ: «за сумму, потраченную на одну церковь из камня под каменными сводами или открытыми стропилами можно построить две из кирпича с деревянным оштукатуренным перекрытием; и кто смеет сказать, что богослужение в простой церкви не столь истово и совершается с меньшей искренностью?»
Не все католики принимали готический стиль. Кардинал Уайзмен открыто предпочитал ренессанс.

## Взгляд из XX века
| | The Church's Restoration In eighteen-eighty-three Has left for contemplation Not what there used to be. |  | Обширной реставрацией Викторианских дней Могли бы восхищаться мы, Узнавши церковь в ней |  |
| Джон Бетчеман, «Гимн» (англ. Hymn), перифраз религиозного гимна The Church's One Foundation С. Дж. Стоуна на народный мотив «Ellacombe». | |  |                                                                                         |  |

С точки зрения XX века викторианские реставрации обычно рассматривают как «беспощадные», «безжалостные» и «тиранические».
В предисловии к книге «Готическое возрождение» (англ. The Gothic Revival, 1928), Кеннет Кларк пишет: «Истинной причиной отказа от готического возрождения стало малое число образцов стиля, при взгляде на которые кровь не текла бы из глаз». Кларк считает крупнейшей ошибкой избрание в образец декоративного периода английской готики, потому что его труднее всего воспроизвести. Раннеанглийская готика (которую деятели Кембридж-Кемденского общества считали примитивной) так проста, что выполнить её архитектурные детали способен почти любой каменотёс, а перпендикулярный стиль (кемденцы отбрасывали его как испорченный и упадочный) является наиболее гибкой системой, которую можно приспособить к чему угодно. Немалую трудность, указывает Кларк, представляют сложные оконные переплёты декоративного стиля.
Тем не менее, побочным полезным продуктом викторианских реставраций стало раскрытие под поздними наслоениями давно утраченных древних черт, например, англосаксонской резьбы, скрытой ещё при нормандских достройках, или обнаружение в Сент-олбансе под слоями побелки средневековых росписей. Трудно оспаривать и то утверждение, что без викторианских реставраций многие церкви не дожили бы до научных.